# Disturbing Tha Peace Records
Disturbing Tha Peace Records, LLC (conocida como DTP) es un sello discográfico especializado en hip hop, cuyo colectivo se concentra en la zona de Atlanta, Georgia. El fundador, Chaka Zulu es el mánager de la compañía que incluye artistas populares como Ludacris (también fundador de la productora) que acrecentó su fama tras la venta de su álbum debut, Back For The First Time.

## Historia
Por aquel entonces también destacaban, Shawnna o I-20, y otros no tanto como pueden ser Tity Boi, Lil' Fate, Jay Cee. La casa sacó a la luz un recopilatorio en 2002 llamado Golden Grain donde aparecían todas las voces anteriormente expuestas. Aquel álbum, de Def Jam South (actual DTP), supuso el debut en la compañía de Ludacris.
En los últimos años, el sello ha experimentado un crecimiento importante, no solo por la llegada de Ludacris, sino por la aparición en 2003 del rapero mainstream de St. Louis Chingy, que se estrenó en la disquera con Jackpot. Pero todo se fue al traste después de una disputa sobre derechos de autor, dejando Chingy la compañía repentinamente. Desde entonces, Disturbing Tha Peace se mantiene con otra emergente figura del R&B, Bobby Valentino, que obtuvo gran éxito con el sencillo ‘Slow Down”. Otras de las últimas incorporaciones han sido Field Mob, Shareefa, Playaz Circle y Norfclk. Muchos de los artistas de Disturbing Tha Peace son distribuidos por medio de Def Jam. Capitol Records, por ejemplo, también ha distribuido álbumes de Chingy y I-20. Universal Records lo va a hacer con el próximo trabajo de Playaz Circle, mientras que Field Mob está todavía apartado de Geffen Records.

## Artistas

### A
- Ace Hood

### B
- B.X.C.
- Bangladés
- Bobby Valentino
- Brolic D

### C
- Chingy

### D
- DJ Aaries
- DJ Jaycee
- Don Cannon

### F
- Field Mob

### I
- I-20

### L
- Lil' Fate
- Lil' Scrappy
- Ludacris

### M
- Moss B

### P
- Playaz Circle

### R
- Rudy Currence

### S
- Shareefa
- Small World

### T
- The Trak Starz
- TK N CA$H

### U
- Untitled

### W
- Willy Northpole

## Discografía
| Año  | Información |
| ---- | --- |
| 2000 | Ludacris - Incognegro - Lanzado: 16 de mayo - Singles: "Ho", "What's Your Fantasy" |
| 2000 | Ludacris - Back for the First Time - Lanzado: 4 de noviembre - Singles: "What's Your Fantasy", "Southern Hospitality" - RIAA certificación: 3x Platino                                |
| 2001 | Ludacris - Word of Mouf - Lanzado: 27 de noviembre - Singles: "Area Codes", "Rollout (My Business)", "Saturday (Oooh Oooh!)", "Move Bitch" - RIAA certificación: 3x Platino           |
| 2002 | Disturbing tha Peace - Golden Grain - Lanzado: 27 de noviembre - Singles: "Growing Pains (Do It Again)", "N.S.E.W." - RIAA certificación: Oro                                         |
| 2003 | 2 Fast 2 Furious (soundtrack) - Lanzado: 20 de mayo - Singles: "Act a Fool", "Pick Up the Phone", "Pump It Up" - RIAA certificación: Oro                                              |
| 2003 | Chingy - Jackpot - Lanzado: 15 de julio - Singles: "Right Thurr", "Holidae In", "One Call Away" - RIAA certificación: 3x Platino                                                      |
| 2003 | Ludacris - Chicken & Beer - Lanzado: 7 de octubre - Singles: "P-Poppin", "Stand Up", "Splash Waterfalls", "Diamond in the Back", "Blow It Out" - RIAA certificación: 2x Platino       |
| 2004 | Shawnna - Worth tha Weight - Lanzado: 28 de septiembre - Singles: "Shake Dat Shit" |
| 2004 | I-20 - Self Explanatory - Lanzado: 28 de septiembre - Singles: "Fightin' in the Club", "Break Bread"                                                                                  |
| 2004 | Ludacris - The Red Light District - Lanzado: 7 de septiembre - Singles: "Get Back", "Number One Spot", "The Potion", "Pimpin' All Over the World" - RIAA Certificación: 2x platino    |
| 2005 | Bobby Valentino - Bobby Valentino - Lanzado: 26 de abril - Singles: "Slow Down", "Tell Me", "My Angel" - RIAA Certificación: Platino                                                  |
| 2005 | Disturbing tha Peace - Ludacris Presents: Disturbing tha Peace - Lanzado: 13 de diciembre - Singles: "Georgia", "Gettin' Some", "Two Miles an Hour (Remix)" - RIAA Certificación: Oro |
| 2006 | Shawnna - Block Music - Lanzado: 6 de junio - Singles: "Gettin' Some", "Damn" |
| 2006 | Field Mob - Light Poles and Pine Trees - Lanzado: 20 de junio - Singles: "So What" |
| 2006 | Ludacris - Release Therapy - Lanzado: 26 de septiembre - Singles: "Money Maker", "Grew Up a Screw Up", "Runaway Love", "Slap" - RIAA Certificación: 2x platino                        |
| 2006 | Shareefa - Point of No Return - Lanzado: 24 de octubre - Singles: "Need a Boss", "Cry No More"                                                                                        |
| 2007 | Bobby Valentino - Special Occasion - Lanzado: 8 de mayo - Singles: "Turn the Page", "Anonymous" - RIAA Certificación: Oro                                                             |
| 2007 | Playaz Circle - Supply & Demand - Lanzado: 30 de octubre - Singles: "Duffle Bag Boy", "Betta Knock", "U Can Believe It"                                                               |
| 2007 | Chingy - Hate It or Love It - Lanzado: 18 de diciembre - Singles: "Fly Like Me", "Gimme Dat"                                                                                          |
| 2008 | Ludacris - Theater of the Mind - Lanzado: 24 de noviembre - Singles: "What Them Girls Like", "One More Drink", "Nasty Girl" - RIAA Certificación: Oro                                 |
| 2009 | Willy Northpole - Tha Connect - Lanzado: 29 de julio - Singles: "Body Marked Up", "Hood Dreamer", "#1 Side Chick"                                                                     |
| 2009 | Playaz Circle - Flight 360: The Takeoff - Lanzado: 29 de septiembre - Singles: "Stupid", "Hold Up", "Can't Remember", "Yeah We Gettin' Rich", "Big Dawg"                              |
| 2010 | Ludacris - Battle of the Sexes - Lanzado: 9 de marzo - Singles: "How Low", "My Chick Bad", "Sex Room"                                                                                 |

## Próximos lanzamientos
| Información                                                                                 |
| ------------------------------------------------------------------------------------------- |
| Lil' Scrappy - Tha Grustle - Previsto: TBA - Singles: "Look Like This", "Addicted to Money" |
| I-20 - Blood in The Water - Previsto: TBA - Singles: "Really Like Her", "Down South"        |
| Shareefa - The Secret - Previsto: TBA                                                       |
| Small World - World Premiere - Previsto: TBA                                                |
| Brolic D - Street Monument - Previsto: TBA                                                  |
| Block XChange - Young & Restless - Previsto: TBA                                            |
| Disturbing tha Peace - Strength in Numbers - Previsto: TBA                                  |
| Ludacris - Ludaversal - Previsto: 2010/2011                                                 |
| Willy Northpole - WILLIAM - Scheduled: TBA                                                  |
| Ace Hood - Gutta - Scheduled: TBA                                                           |
| B.X.C. - Young & Restless - Scheduled: TBA                                                  |